# El Conejo, Jalisco
El Conejo är en ort i Mexiko.   Den ligger i kommunen Lagos de Moreno och delstaten Jalisco, i den centrala delen av landet, 400 km nordväst om huvudstaden Mexico City. El Conejo ligger 1 918 meter över havet och antalet invånare är 223.
Terrängen runt El Conejo är lite kuperad. Runt El Conejo är det ganska tätbefolkat, med 56 invånare per kvadratkilometer. Närmaste större samhälle är Lagos de Moreno, 14,0 km sydväst om El Conejo. Trakten runt El Conejo består till största delen av jordbruksmark.